# Hlavní uzávěr splínu
Hlavní uzávěr splínu (рус. Главный вентиль сплина) — второй студийный альбом чешского автора-исполнителя и певца Томаша Клуса, выпущенный 12 октября 2009 года на лейбле Sony Music.

## Об альбоме
О процессе над вторым альбомом Томаш начал работать с момента своего дебюта в 2008 году. Он являлся автором текстов и музыки. Во время работы над альбомом работали его приятели — гитарист Иржи Кучеровский и Далибор Цидлинский.
Первая песня VeSmíru, заняла 40-е место в чартах IFPI топ 100. В чарте песня продержалась пять недель, но в октябре 2009 года песня заняла 64-е место и оставался там в течение следующих двенадцати недель.
Альбом также содержит три песни: Chybíš mi, Malčik и Navěky, записанные для саундтрека к фильму  Anglické jahody.
В первые десять дней продаж было продано 5000 экземпляров. В апреле 2010 года альбом получил сертификацию, как золотой, было продано 9000 экземпляров. В общей сложности альбом был продан 18 000 экземпляров.

## Список композиций
| №   | Название                                            | Длительность |
| --- | --------------------------------------------------- | ------------ |
| 1.  | «Neklid (рус. Беспокойство)»                        |              |
| 2.  | «Da.muklův meč»                                     |              |
| 3.  | «Vesmíru (рус. Вселенной)»                          |              |
| 4.  | «Psáno u zpráv (рус. Писали в новостях)»            |              |
| 5.  | «Nenávratná (рус. Невозвратимая)»                   |              |
| 6.  | «AsiJat a Eva»                                      |              |
| 7.  | «Lenka (рус. Ленка)»                                |              |
| 8.  | «Z deníku (Grušence) (рус. Из дневника)»            |              |
| 9.  | «Lehomole»                                          |              |
| 10. | «Přičichnutí alergikovo»                            |              |
| 11. | «Markétce (рус. Маргарите)»                         |              |
| 12. | «17B»                                               |              |
| 13. | «Sentiment na tři body (рус. Чувство на три балла)» |              |

| №   | Название                            | Длительность |
| --- | ----------------------------------- | ------------ |
| 14. | «Chybíš mi (рус. Я скучаю по тебе)» |              |
| 15. | «Malčik (рус. Мальчик)»             |              |
| 16. | «Navěky (рус. Навсегда)»            |              |